# Emppu Vuorinen
Erno "Emppu" Matti Juhani Vuorinen (nacido el 24 de junio de 1978 en Kitee, Finlandia), es el guitarrista de las bandas finlandesas Nightwish y Brother Firetribe.
Empezó a tocar la guitarra a los 12 años y desde entonces ha tocado en bandas como Altaria, Darkwoods My Betrothed y Nightwish, estando en esta última desde sus comienzos. Como el compositor principal de Nightwish es el teclista de la misma, Tuomas Holopainen, Emppu suele tocar riffs extraños para guitarra ya que la mayoría son compuestos con el teclado en mente. Vuorinen también es conocido por su estatura, mide algo menos de 160 cm, y apodado coloquialmente como el "chico bajo".
En el año 2003 Vuorinen es parte de un proyecto homónimo del vocalista de la banda argentina Rata Blanca, Adrián Barilari, (véase Barilari). Vuorinen es parte esencial en la composición y producción del proyecto junto a Jens Johansson (Stratovarius) Sami Vanska (ex-Nightwish) y Jukka Nevalainen (Nightwish).
En enero del 2004, Altaria y Vuorinen acordaron que sería mejor para todos si dejase esa banda, poniendo toda la atención y énfasis en Nightwish. Desde 2006, Brother Firetribe se convirtió en su nuevo proyecto paralelo.

## Equipamiento

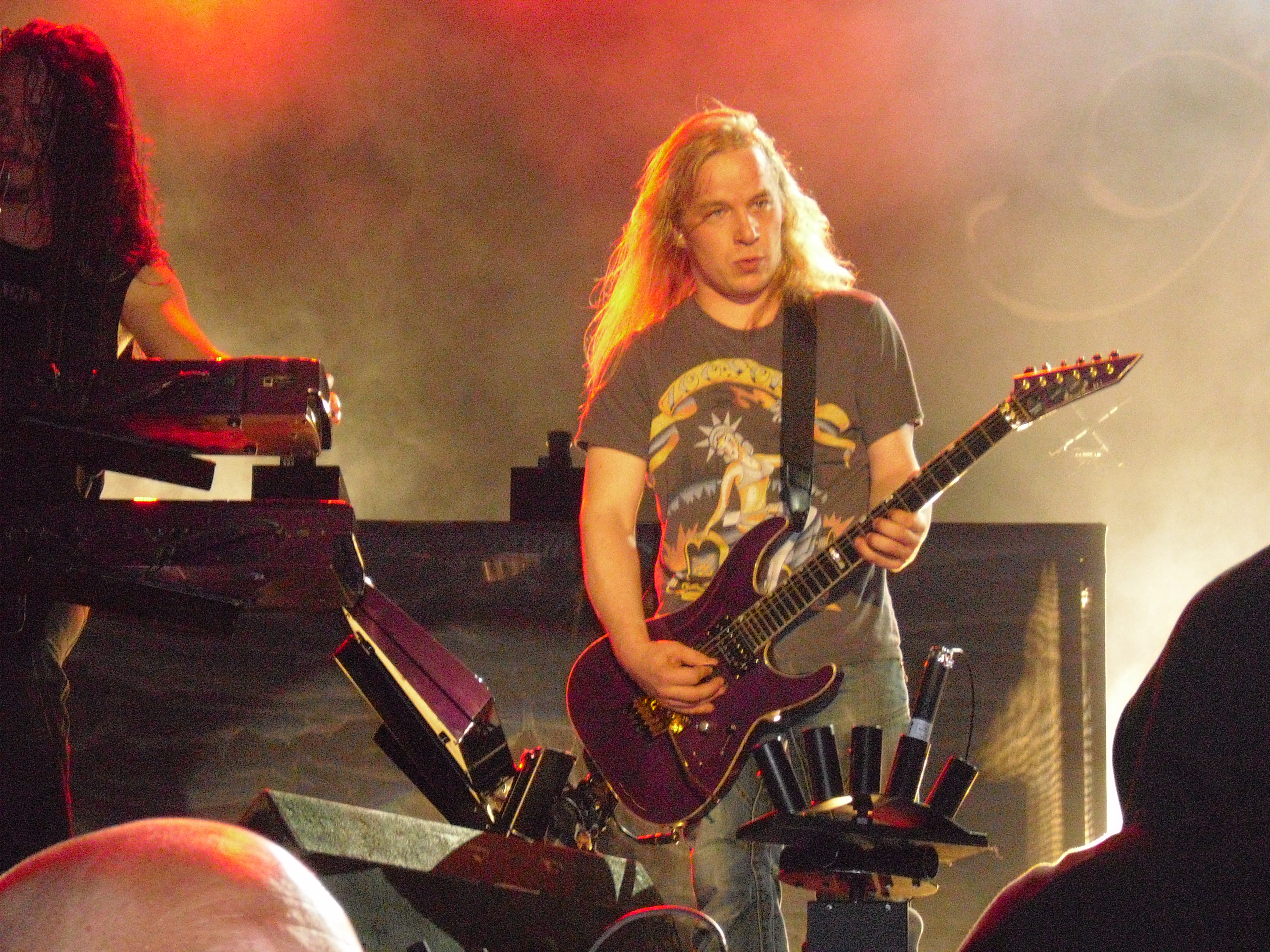
Emppu Vuorinen actuando en vivo con Nightwish en el Festival de Rock de Noruega en 2009.

Vuorinen empezó usando las Washburn, la CS-780 Pearl White fue la guitarra principal de Emppu hasta la edición de Once. Esta guitarra tiene la peculiaridad de que empezó a fabricarse en el 2000 pero se hizo modelo discontinuado en el 2002. Es una guitarra ideal para estilo metal, con dos humbuckers firmadas por la propia marca, Washburn y un simple en el medio, madera de arce para el mástil, con diapasón de palisandro (Rosewood en inglés) e incrustaciones de "diente de tiburón" y cuerpo de aliso; sin embargo lo característico está en el Floyd Rose, que le permite a Emppu jugar más con sus armónicos artificiales. 
Actualmente, desde un poco antes del Once, ha cambiado a las ESP. Se le puede encontrar normalmente tocando una ESP Horizon violeta custom hecha a medida para él y en algunas ocasiones una ESP Eclipse.

## Discografía

### Nightwish
- Angels Fall First - 1997
- Oceanborn - 1998
- Wishmaster - 2000
- Over the Hills and Far Away EP - 2001
- Century Child - 2002
- Once - 2004
- Dark Passion Play - 2007
- Imaginaerum - 2011
- Endless Forms Most Beautiful - 2015
- Human. :II: Nature. - 2020
- Yesterwynde - 2024

### Darkwoods My Betrothed
- Witch-Hunts

### Almah
- Almah - 2006
- Fragile Equality - 2008

### Brother Firetribe
- False Metal - 2006
- Heart Full of Fire - 2008
- Diamond in the Firepit - 2014
- Sunbound - 2017
- Rock In The City - 2020

### Colaboración
- Barilari (2003)
- Crow Fly Back guitarras en "Traitor" (2006)